# Aplomya aurea
Aplomya aurea là một loài ruồi trong họ Tachinidae.